# 경상북도의회
경상북도의회는 대한민국 경상북도에 제출된 의견이나 법안을 처리하기 위해 설치된 의회이다.

## 조직

### 의장단
- 의장
- 부의장 2명

### 위원회
상임위원회
- 의회운영위원회
- 기획경제위원회
- 행정보건복지위원회
- 문화환경위원회
- 건설소방위원회
- 교육위원회

특별위원회
- 예산결산특별위원회
- 윤리특별위원회

### 사무기구
사무처
- 총무담당관실[2]
- 의사담당관실[2]
- 입법정책관실[2]
- 전문위원

## 역대 경상북도의회의원 선거 결과

### 제1대 경상북도의회
1952년 5월 10일에 실시된 1952년 대한민국 지방 선거를 통해 61명의 제1대 경상북도의원이 선출되었다.
| 정당 | 정당               | 합계 |
| ---- | ------------------ | ---- |
|      | 자유당             | 18   |
|      | 대한독립촉성국민회 | 11   |
|      | 대한청년단         | 6    |
|      | 기타정당           | 1    |
|      | 무소속             | 25   |

### 제2대 경상북도의회
1956년 8월 13일에 실시된 1956년 대한민국 지방 선거를 통해 61명의 제2대 경상북도의원이 선출되었다. 
| 정당 | 정당               | 합계 |
| ---- | ------------------ | ---- |
|      | 자유당             | 40   |
|      | 민주당             | 7    |
|      | 대한독립촉성국민회 | 1    |
|      | 무소속             | 13   |

### 제3대 경상북도의회
1960년 12월 12일에 실시된 1960년 대한민국 지방 선거를 통해 73명의 제3대 경상북도의원이 선출되었다. 
| 정당 | 정당       | 합계 |
| ---- | ---------- | ---- |
|      | 민주당     | 29   |
|      | 신민당     | 3    |
|      | 사회대중당 | 2    |
|      | 무소속     | 19   |

### 제4대 경상북도의회
1991년 6월 20일에 실시된 1991년 대한민국 지방 선거를 통해 87명의 제4대 경상북도의원이 선출되었다.
| 정당 | 정당       | 합계 |
| ---- | ---------- | ---- |
|      | 민주자유당 | 66   |
|      | 민주당     | 5    |
|      | 무소속     | 16   |

### 제5대 경상북도의회
1995년 6월 27일에 실시된 제1회 전국동시지방선거를 통해 92명의 제5대 경상북도의원이 선출되었다. 본 선거를 통해 지역구 의원 84명과 비례대표 의원 8명이 선출되었다.
| 정당 | 정당         | 지역구 | 비례대표 | 합계 |
| ---- | ------------ | ------ | -------- | ---- |
|      | 민주자유당   | 50     | 6        | 56   |
|      | 민주당       | 1      | 2        | 3    |
|      | 자유민주연합 | 2      | 0        | 2    |
|      | 무소속       | 31     | -        | 31   |
|      | 공석         | -      | 1        | 1    |

|  | 45.2% |

|  | 8.3% |

|  | 2.9% |

|  | 43.6% |

한 정당이 비례대표 의석의 2/3를 초과하여 배분받을 수 없다는 공직선거법 조항에 따라 민주자유당에 6석, 민주당에 3석이 배분되어야 했으나 민주당 비례대표 후보가 모자라 1석은 공석으로 남게 되었다.

### 제6대 경상북도의회
1998년 6월 4일에 실시된 제2회 전국동시지방선거를 통해 60명의 제6대 경상북도의원이 선출되었다. 본 선거를 통해 지역구 의원 54명과 비례대표 의원 6명이 선출되었다.
| 정당 | 정당           | 지역구 | 비례대표 | 합계 |
| ---- | -------------- | ------ | -------- | ---- |
|      | 한나라당       | 44     | 4        | 48   |
|      | 자유민주연합   | 5      | 1        | 6    |
|      | 새정치국민회의 | 0      | 1        | 1    |
|      | 무소속         | 5      | -        | 5    |

|  | 51.4% |

|  | 9.1% |

|  | 21.1% |

|  | 0.6% |

|  | 17.8% |

### 제7대 경상북도의회
2002년 6월 13일에 실시된 제3회 전국동시지방선거를 통해 57명의 제7대 경상북도의원이 선출되었다. 본 선거를 통해 지역구 의원 51명과 비례대표 의원 6명이 선출되었다.
| 정당 | 정당         | 지역구 | 비례대표 | 합계 |
| ---- | ------------ | ------ | -------- | ---- |
|      | 한나라당     | 47     | 4        | 51   |
|      | 새천년민주당 | 0      | 1        | 1    |
|      | 한국미래연합 | 0      | 1        | 1    |
|      | 무소속       | 4      | -        | 4    |

|  | 74.90% |

|  | 7.84% |

|  | 5.46% |

|  | 4.49% |

|  | 4.41% |

|  | 1.94% |

|  | 0.93% |

한 정당에 비례대표 의석 2/3를 초과하여 배분할 수 없다는 공직선거법 조항에 따라 한나라당에 4석, 새천년민주당과 한국미래연합에 각 1석이 배분되었다.

### 제8대 경상북도의회
2006년 5월 31일에 실시된 제4회 전국동시지방선거를 통해 55명의 제8대 경상북도의원이 선출되었다. 본 선거를 통해 지역구 의원 50명과 비례대표 의원 5명이 선출되었다.
| 정당 | 정당       | 지역구 | 비례대표 | 합계 |
| ---- | ---------- | ------ | -------- | ---- |
|      | 한나라당   | 47     | 3        | 50   |
|      | 열린우리당 | 0      | 1        | 1    |
|      | 민주노동당 | 0      | 1        | 1    |
|      | 무소속     | 3      | -        | 3    |

|  | 74.86% |

|  | 12.89% |

|  | 8.85% |

|  | 2.03% |

|  | 1.34% |

한 정당에 비례대표 의석 2/3를 초과하여 배분할 수 없다는 공직선거법 조항에 따라 한나라당에 4석, 열린우리당과 민주노동당에 각 1석이 배분되었다.

### 제9대 경상북도의회
2010년 6월 2일에 실시된 제5회 전국동시지방선거를 통해 63명의 제9대 경상북도의원이 선출되었다. 본 선거를 통해 지역구 의원 52명과 비례대표 의원 6명, 교육의원 5명이 선출되었다.
| 정당 | 정당     | 지역구 | 비례대표 | 합계 |
| ---- | -------- | ------ | -------- | ---- |
|      | 한나라당 | 44     | 4        | 48   |
|      | 친박연합 | 1      | 1        | 2    |
|      | 민주당   | 0      | 1        | 1    |
|      | 미래연합 | 1      | 0        | 1    |
|      | 무소속   | 6      | -        | 6    |
|      | 교육의원 | -      | -        | 5    |

|  | 61.68% |

|  | 11.22% |

|  | 10.14% |

|  | 5.86% |

|  | 5.85% |

|  | 2.70% |

|  | 2.01% |

|  | 0.51% |

한 정당에 비례대표 의석 2/3를 초과하여 배분할 수 없다는 공직선거법 조항에 따라 한나라당에 4석, 민주당과 친박연합에 각 1석이 배분되었다.

### 제10대 경상북도의회
2014년 6월 4일에 실시된 제6회 전국동시지방선거를 통해 60명의 제10대 경상북도의원이 선출되었다. 본 선거를 통해 지역구 의원 54명과 비례대표 의원 6명이 선출되었다.
| 정당 | 정당           | 지역구 | 비례대표 | 합계 |
| ---- | -------------- | ------ | -------- | ---- |
|      | 새누리당       | 48     | 4        | 52   |
|      | 새정치민주연합 | 0      | 2        | 2    |
|      | 무소속         | 6      | -        | 6    |

|  | 75.17% |

|  | 16.44% |

|  | 2.92% |

|  | 2.43% |

|  | 1.64% |

|  | 1.37% |

한 정당에 비례대표 의석 2/3를 초과하여 배분할 수 없다는 공직선거법 조항에 따라 새누리당에 4석, 새정치민주연합에 2석이 배분되었다.

### 제11대 경상북도의회
2018년 6월 13일에 실시된 제7회 전국동시지방선거를 통해 60명의 제11대 경상북도의원이 선출되었다. 본 선거를 통해 지역구 의원 54명과 비례대표 의원 6명이 선출되었다.
| 정당 | 정당         | 지역구 | 비례대표 | 합계 |
| ---- | ------------ | ------ | -------- | ---- |
|      | 자유한국당   | 38     | 3        | 41   |
|      | 더불어민주당 | 7      | 2        | 9    |
|      | 바른미래당   | 0      | 1        | 1    |
|      | 무소속       | 9      | -        | 9    |

|  | 49.98% |

|  | 34.05% |

|  | 8.26% |

|  | 3.89% |

|  | 1.26% |

|  | 0.96% |

|  | 0.93% |

|  | 0.63% |

### 제12대 경상북도의회
2022년 6월 1일에 실시된 제8회 전국동시지방선거를 통해 61명의 제12대 경상북도의원이 선출되었다. 본 선거를 통해 지역구 의원 55명과 비례대표 의원 6명이 선출되었다.
| 정당 | 정당         | 지역구 | 비례대표 | 합계 |
| ---- | ------------ | ------ | -------- | ---- |
|      | 국민의힘     | 52     | 4        | 56   |
|      | 더불어민주당 | 0      | 2        | 2    |
|      | 무소속       | 3      | -        | 3    |

|  | 75.43% |

|  | 19.49% |

|  | 3.24% |

|  | 0.94% |

|  | 0.87% |

## 정당별 의석 수
| ↓            |        |          |  |
| 2            | 1      | 57       |  |
| 더불어민주당 | 무소속 | 국민의힘 |  |

### 교섭단체
경상북도의회는 6석 이상 확보한 정당, 또는 교섭단체에 속하지 않은 6명의 의원으로 교섭단체를 구성할 수 있다.

## 같이 보기
- 경상북도의회의원 목록
- 경상북도청